# Institut for Kommunikation og Kultur
Institut for Kommunikation og Kultur (IKK) er et institut under Arts på Aarhus Universitet. Instituttet danner ramme om international forskning og uddannelser fra BA- til ph.d.-niveau inden for en bred kulturfaglig vifte. Instituttet blev dannet som en resultat af AUs faglige udviklingsprocess i 2011 under navnet Institut for Æstetik og Kommunikation (IÆK) og skiftede til sit nuværende navn i 2015.

## Fagligheder under Institut for Kommunikation og Kultur
Kunst, musik og design
- Dramaturgi (Webside ikke længere tilgængelig)
- Kunsthistorie Arkiveret 27. august 2012 hos  Wayback Machine
- Litteraturhistorie Arkiveret 26. juni 2013 hos  Wayback Machine
- Musikvidenskab Arkiveret 26. juni 2013 hos  Wayback Machine
- Æstetik og Kultur Arkiveret 26. juni 2013 hos  Wayback Machine

Medier, kommunikation og it
- Digital Design Arkiveret 9. august 2013 hos  Wayback Machine
- Informationsvidenskab Arkiveret 13. august 2013 hos  Wayback Machine
- Journalism, Media and Globalisation (Webside ikke længere tilgængelig)
- Journalistik (Webside ikke længere tilgængelig)
- Medievidenskab Arkiveret 16. januar 2012 hos  Wayback Machine

Sprog, kultur, historie
- Brasilianske studier Arkiveret 16. april 2014 hos  Wayback Machine
- Engelsk (Webside ikke længere tilgængelig)
- Fransk sprog, litteratur og kultur (Webside ikke længere tilgængelig)
- Kognitiv semiotik (Webside ikke længere tilgængelig)
- Latinamerikastudier (Webside ikke længere tilgængelig)
- Lingvistik Arkiveret 25. marts 2014 hos  Wayback Machine
- Nordisk sprog og litteratur Arkiveret 19. april 2015 hos  Wayback Machine
- Oplevelsesøkonomi (Webside ikke længere tilgængelig)
- Spansk og spanskamerikansk sprog, litteratur og kultur Arkiveret 16. april 2014 hos  Wayback Machine
- Tysk sprog, litteratur og kultur Arkiveret 26. august 2014 hos  Wayback Machine